# Кедіхем
Кедіхем (нід. Kedichem) — село в нідерландській провінції Утрехт. Входить до муніципалітету Вейфгеренланден.
Його площа становить 0,22 км², а населення станом на 2021 рік складало 550 осіб.
До 1986 року мало статус окремого муніципалітету. Того ж року стало відомим на загальнонаціональному рівні через трагічний епізод — активісти спалили місцевий готель аби запобігти проведенню спільної наради керівництва ультраправих партій Партія Центру та Центристські Демократи, у результаті чого низку людей було травмовано.